# Niaqornaarsuk
Niaqornaarsuk (Niaĸornârssuk avant 1973) est un village groenlandais situé dans la municipalité de Qeqertalik près de Kangaatsiaq. La population était de 294 habitants en 2009.